# 甲基乙二醛还原酶 (NADH依赖性)
甲基乙二醛还原酶 (NADH依赖性)（英語：methylglyoxal reductase (NADH-dependent)，EC 1.1.1.78 （页面存档备份，存于））是一种以NAD+或NADP+为受体、作用于供体CH-OH基团上的氧化还原酶。这种酶能催化以下酶促反应：
(R)-乳醛 + NAD+ {\displaystyle \rightleftharpoons } 甲基乙二醛 + NADH + H+
甲基乙二醛还原酶 (NADH依赖性)主要参与丙酮酸的代谢过程。这种存在于哺乳动物细胞中的酶与存在于酵母菌中的甲基乙二醛还原酶 (NADPH依赖性)（EC 1.1.1.283）并不相同，这种酶使用NADH而不是NADPH作为还原剂。这种酶还能氧化乳醛和甘油醛。

## 參看
- 甲基乙二醛